# 普雷里斯普林斯鎮區 (愛荷華州傑克遜縣)
普雷里斯普林斯鎮區（英語：Prairie Springs Township）是位於美國愛荷華州傑克遜縣的一個行政鎮區。

## 地方資料
根據2010年美國人口普查的數據，普雷里斯普林斯鎮區的面積為93.23平方千米，當中陸地面積為93.23平方千米，而水域面積為0.00平方千米。當地共有人口627人，而人口密度為每平方千米6.73人。